# Francesc Solsona
|  | No s'ha de confondre amb Francesc de Solsona. |

Francesc Solsona (Anglesola, segle XVI — Anglesola, segle XVI) fou un jurisconsult català. Va fer de notari i fou professor de lleis i de dret canònic a la universitat de Barcelona. Va escriure diferents treballs sobre temes legals relacionats amb el món agrari. Defensava la importància de l'emfiteusi com a solució jurídica als problemes dels pagesos. Fou autor de Lucerna laudemiorum omnia emphiteusen iura complectens, editat a Lió l'any 1556 o bé del Stylus capibrevandi cum utili tractatu de stylo clausularum.